# 樹木學

葉形是鑑別樹種最常使用的方法。

樹木學（英文：Dendrology，其意義為dendron，表示“樹木”的意思，意義為-logia，表示“科學”或者“研究”的意思。）亦稱木材學或木質學（英文：Xylology，意義為ksulon，表示“木材”的意思。）。
樹木學為一種專門研究木本植物分類的學科，研究對象以喬木為主，灌木與木質藤本植物次之，研究範圍包含樹木分類方法、體系、分類群（如科、屬、種）、樹木型態、構造、生態、分布、用途等等，在植物分類學領域中，許多植物科別底下的成員除了木本植物之外，通常也包含了非木本植物，因此樹木學也可視為狹義的植物分類學。

## 树木学家
- 台湾的树木学家
  - 劉業經
  - 劉棠瑞
  - 呂福原
  - 廖秋成
  - 歐辰雄